# Ninfa del Cántaro
La Nínfa del Cántaro es una estatua y fuente de bronce de estilo neoplateresco situada en una glorieta del Parque de la ciudad española de Málaga.
Su autoría corresponde a Fundición A. Durenne, fue obsequiada a la ciudad por Tomás Trigueros y Trigueros en 1877 y representa a una ninfa que se encuentra sobre una fuente octogonal de azulejos sevillanos y elevada sobre un pedestal rocoso que vierte agua desde un cántaro que sujeta en sus brazos. El pedestal y la rocalla son obra de Daniel Rubio Sánchez.